# Zoran Kurteš
Zoran Kurteš (sârbă Зopан Куртeш; (n. 23 decembrie 1965, Novi Sad – d. 7 mai 2010, Constanța) a fost un handbalist și antrenor sârb.
Zoran Kurteš a decedat la 44 ani din cauza unui stop cardiac în Mamaia, România.
Înainte de deces a antrenat-o pe campioana României la handbal, HCM Constanța
A fost căsătorit și a avut doi copii, familia sa locuiește în Novi Sad, Serbia.

## Cariera de antrenor

### Cluburi
- Jugović Kac
- RK Sintelon
- RK Crvenka
- RK Partizan
- RK Vojvodina
- SC Pick Szeged
- Al-Ahly
- HCM Constanța

### Echipe naționale
- Serbia